# Караганка (приток Синташты)
Караганка — река в России, протекает по территории Брединского района Челябинской области. Устье реки находится в 129 км от устья реки Синташты по правому берегу, около п. Рымникский. Длина реки — 15 км.

## Данные водного реестра
По данным государственного водного реестра России относится к Иртышскому бассейновому округу, водохозяйственный участок реки — Тобол от истока до впадения реки Уй, без реки Увелька, речной подбассейн реки — Тобол. Речной бассейн реки — Иртыш.
Код объекта в государственном водном реестре — 14010500212111200000218.